# Штопальная игла
«Штопальная игла» (дат. Stoppenaalen) — литературная сказка Ханса Кристиана Андерсена, написанная в 1845 году. История повествует о путешествиях штопальной иглы, которая считала себя невероятно ценной.

## Персонажи
- кухарка;
- пальцы кухарки;
- штопальная игла;
- заколка для волос;
- осколок стекла;
- дети;
- яичная скорлупа.

## Сюжет
Однажды у одной кухарки порвались башмаки и она решила зашить их с помощью штопальной иглы. Однако игла считала себя слишком тонкой и хрупкой для такой черновой работы. В конце концов, игла таки сломалась. После этого кухарку решила не выбрасывать пришедшую в негодность иглу, а сделала из нее заколку для платка. Игла очень гордилась своим новым предназначением, из-за чего сильно выпрямилась и выпала из платка, когда однажды кухарка выливала помои на кухне. Так игла попала в сточную канаву, где и познакомилась с осколком стекла, который она считала настоящим бриллиантом. Вскоре после их знакомства сильный поток воды потянул обломок стекла дальше вдоль канавы. Однако игла не долго пробыла в одиночестве. Ее нашли дети и прикололи к яичной скорлупе, сделав таким образом кораблик. В конце концов кораблик раздавило колесо телеги, из-за чего скорлупа окончательно лопнула, а обломок штопальной иглы так и остался лежать у придорожного камня.

## Мотив
С одной стороны, поведение штопальной иглы символизирует высокомерие и заносчивость человеческого характера. Именно эти качества заставляют людей, независимо от ситуации, в которую они попали, указывать на свое превосходство над другими, безосновательно считать себя лучше других. Со шпилькой игла заговорила только потому, что думала, что она золотая. С куском стекла игла познакомилась только потому, что считала его бриллиантом.
С другой стороны, несмотря на всю сложность ситуаций, в которые попадала игла, она всегда находила в себе силы видеть во всем происходящем что-то хорошее — сначала она считала себя шпилькой, потом она гордилась, что хорошо видна на белом фоне яичной скорлупы.